# Дембе-Дуже
Дембе-Дуже (пол. Dębe Duże) — село в Польщі, у гміні Ядув Воломінського повіту Мазовецького воєводства.
Населення — 190 осіб (2011).
У 1975-1998 роках село належало до Седлецького воєводства.

## Демографія
Демографічна структура станом на 31 березня 2011 року:
|          | Загалом | Допрацездатний вік | Працездатний вік | Постпрацездатний вік |
| -------- | ------- | ------------------ | ---------------- | -------------------- |
| Чоловіки | 105     | 19                 | 76               | 10                   |
| Жінки    | 85      | 9                  | 48               | 28                   |
| Разом    | 190     | 28                 | 124              | 38                   |